# Bataille d'Héméroskopeion
Guerre entre Massalia et Carthage (-490)
La bataille d'Héméroskopeion (Hemeroskopeion = le « veilleur du point du jour », en grec) est un affrontement naval en 490 avant notre ère, entre les flottes de Massalia et d'Emporion d'une part et de Carthage d'autre part.

## Déroulement
Puissance maritime et expansionniste, Carthage entre en concurrence directe avec les différents comptoirs et colonies déjà créés sur les côtes méditerranéennes par des cités grecques, telles que Phocée. L'emploi de l'intimidation ou de la force est le moyen quasi usuel employé par Carthage pour résoudre les difficultés rencontrées avec les cités rivales et c'est ainsi qu'elle met le siège devant la cité grecque d'Hemeroskopeion (dans l'actuelle Espagne entre Valence et Alicante), qui refuse de se soumettre.
Hemeroskopeion est un port créé par Phocée au VIe siècle av. J.-C. Face au danger qui la guette, elle décide de demander de l'aide auprès des autres cités phocéennes, dont la principale est Massalia, depuis la prise de Phocée, la cité-mère, par les Perses en 543. Soulignant que le sort de leur ville préfigure celui des autres cités, les ambassadeurs de Hemeroskopeion obtiennent l'assistance de Massalia et d'Emporion qui mobilisent et unissent leurs flottes pour affronter la menace punique.
Arrivés devant Hemeroskopeion, les alliés découvrent la flotte carthaginoise qui assiège la cité. Elle est nettement inférieure en nombre mais elle n'est pas à négliger car ses équipages sont audacieux et rompus au combat naval. Et en effet, alors que les Phocéens s'attendaient à ce qu'elle tente de fuir, elle engage résolument le combat en s'élançant de toute la puissance de ses rames sur la première ligne ennemie, afin d'éperonner les navires adverses. Ceux-ci s'apprêtent à soutenir le choc en faisant face, mais au dernier moment, les galères carthaginoises rentrent leurs rames et glissent sur leur erre entre les rangs des navires phocéens, brisant leurs rames et les condamnant à l'immobilité, puis elles manœuvrent pour les éperonner de flanc. L'intervention des navires phocéens situés en deuxième ligne sauve la situation et la supériorité numérique finit par l'emporter : accablés sous le nombre, les Carthaginois sont défaits et doivent rompre le combat.
Carthage ne cherchera pas à prendre sa revanche, les cités phocéennes lui offrant une paix commerciale compatible avec les intérêts de chacun, qu'elle estimera judicieux d'accepter. La limite des zones d'influence grecque et punique s'établit aux environs du cap de l'Horta (es) pour plusieurs siècles.